# Çimentepe, Sarıgöl
Çimentepe là một xã thuộc huyện Sarıgöl, tỉnh Manisa, Thổ Nhĩ Kỳ. Dân số thời điểm năm 2011 là 892 người.